# 최고법원장

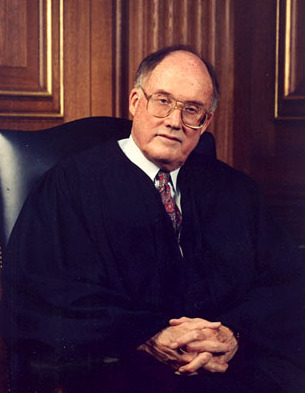
제16대 미국 연방대법원장 윌리엄 렌퀴스트의 사진

최고법원장(最高法院長), 대법원장(大法院長) 또는 최고재판소장관(最高裁判所長官, 영어: Chief Justice)은 최고법원(영어: Supreme Court)의 수장 또는 재판장(영어: Presiding Judge)을 일컫는 표현이다. 주로 미국법의 영향을 받은 국가들에서는 'Chief Justice'라는 호칭을 사용하나, 그 밖의 국가들에서는 'President'라는 호칭을 사용한다.

## 나라별 최고법원의 수장
- 대한민국 - 대법원장, 헌법재판소장
- 미국 - 연방대법원장
- 영국 - 대법원장
- 일본 - 최고재판소장관
- 프랑스 - 파기원장, 국사원장, 헌법평의회장

## 같이 보기
- 최고법원